# Fcitx
Fcitx（ファイティクス、[ˈfaɪtɪks]）はUnix系オペレーティングシステム (OS) におけるインプットメソッドフレームワークである。中国語名は「小企鵝輸入法」（「小企鵝」はリトルペンギンの意）。元々はフレームワークではなくX11上で動作する簡体字中国語のXIMサーバとして開発された。現在ではUTF-8、GBK、GB18030などの文字コードをサポートし、XIMプロトコルやGTKおよびQtのインプットメソッドモジュールに対応している。また、中国語用のみならず日本語用、朝鮮語用、ベトナム語用など様々なインプットメソッドエンジンが利用可能となっている。

## 歴史
2002年にX11上で動作する五筆字型輸入法のインプットメソッドgWubiとして作られた。その後はピン音入力などのサポートが加わり、翌2003年には"Free Chinese Input Tool of X"を略したFcitxという名称に改められた。
バージョン3.6以前のFcitxは内部的にはGBKエンコーディングが使用されていたが、4.0からUTF-8に変更された。バージョン4.1からはモジュール化がなされ、Androidから移植されたGoogle Pinyinや、fbterm、KDEのサポートが加わった。

## 名前
Fcitxという名前は、当初 Free Chinese Input Tool of X の略であるとされていた。しかし、この名前のコンセプトは、Fcitxの今後の発展性に合わず、中国語だけが対象であるのかと誤解を受けるかもしれないという理由で、これについてGoogle グループサービス上のfcitx-devで議論された。
その時に、Fcitxの公式の発音を[ˈfaɪtɪks]にすることが決められた。また中国語ではそのまま「小企鹅输入法"」を公式の表現にすることが決められた。
また、Fcitxという表現は変えず、フルネームの方を改名することが決められた。また、公式のFcitxのフルネームは一つではなくなった。そしてFcitxのすべての面を反映させるために、下記のどのフルネームを用いてもよいこととなった。
- Flexible Context-aware Input Tool with eXtension
- FanCy Input Tool for *niX
- Forthcoming CJK Input Toy Xtreme
- Free Character Input Toy of *niX
- Fcitx Can Input Text in *niX

上記表現のうち、*nixというのは、 Unix、Linux、BSDなどのUnix系OSを表す表現である。